# اينار فالك
اينار فالك هو شخصية أعمال ومحامي نرويجي، ولد في 21 يناير 1925، وتوفي في 29 أكتوبر 1994.